# اللجنة الكورية لتكنولوجيا الفضاء
اللجنة الكورية لتكنولوجيا الفضاء، مختصرها الإنجليزي KCST بخط الـ هانغول:조선 우주 공간 기술 위원회 ، بخط الـهانجا:朝鲜宇宙空间技术委员会 هي وكالة تابعة لــحكومة جمهورية كوريا الديمقراطية الشعبية أي كوريا الشمالية) والمسؤولة الرسمية عن البرنامج الفضائي للبلاد
ما يعرف عن هذه اللجنة قليل بسبب تكتم كوريا الشمالية الشديد وقد تكون قد تأسست في 1980 وربما أول ما بدأت كانت تابعة لمكتب التوجيه المدفعي للجيش الشعبي الكوري
ان هذه اللجنة هي المسؤولة عن جميع العمليات المتعلقة باستكشاف الفضاء وبناء الأقمار الصناعية.
في 12 مارس 2009 وقعت كوريا الشمالية معاهدة الفضاء الخارجي واتفاقية تسجيل الأجسام المطلقة إلى الفضاء الخارجي، ] بعد إعلانها عن استعداداتها لاطلاق قمر صناعي جديد.
تدير هذه اللجنة قاعدة موسودان ري وقاعدة سوهاي لإطلاق الصواريخ وصواريخ بايكودسان 1 (Baekdusan 1-) واونها (Unha) (و هو بايكودسان 2-Baekdusan-2)، وسلسلة الأقمار الصناعية كوانغ ميونغ صونغ Kwangmyŏngsŏng
لقد انشئت قاعدة موسودان ري أو طونغاي بين 1980 و 1990 مع منصة اطلاق كاملة في عام 1985؛ اما موقع قاعدة سوهاي فقد تم بناؤه بين سنة 1990و 2000 وربما تم الانتهاء من تجهيزه كاملا في عام 2011.
أعلنت كوريا الديمقراطية أنها أطلقت القمر الصناعي كوانغ ميونغ صونغ 1 - Kwangmyŏngsŏng-1 في 31 أغسطس 1998 وكوانغ ميونغ صونغ 2 - Kwangmyŏngsŏng 2 في 5 أبريل 2009.
اعلنت الولايات المتحدة وكوريا الجنوبية على اثرها ان ذلك كان اطلاق اختباري لصواريخ عسكرية باليستية، ولكنهما اكدتا بعد ذلك ان هذه الأجسام دارت حول الأرض
في عام 2009 أعلنت جمهورية كوريا الشعبية الديمقراطية انها ستطلق في المستقبل رحلات فضائية مأهولة وانها تطور مركبة فضائية مأهولة قابلة لإعادة الاستخدام بشكل جزئي
في 13 أبريل 2012 أطلقت كوريا الشماليةكوانغ ميونغ صونغ3- Kwangmyŏngsŏng-3 والذي انتهى بالفشل بعد وقت قصير من اطلاقه.
في ديسمبر 2012 أعلنت كوريا الشمالية أنها نجحت في اطلاق النسخة الثانية من القمر صناعي كوانغ ميونغ صونغ3، واعتبرته أول اطلاق ناجح متناقضة مع تصريحاتها السابقة وقد اعتبرت الدول الغربية ان ذلك هو اطلاق لصاروخ بالسيتي طويل المدي
و كنتيجة لذلك تدخل مجلس الامن للامم المتحدة لفرض عقوبات ضذ اللجنة الكورية لتكنولوجيا الفضاء

## مشاريع فضائية أخرى
البرنامج الفضائي العراقي
البرنامج الفضائي السوري
البرنامج الفضائي المصري
البرنامج الفضائي الجزائري
البرنامج الفضائي المغربي
البرنامج الفضائي الإسرائيلي
البرنامج الفضائي الإيراني
البرنامج الفضائي التركي
البرنامج الفضائي الهندي
البرنامج الفضائي الباكستاني
البرنامج الفضائي الأمريكي
البرنامج الفضائي السوفيتي
البرنامج الفضائي البلغاري
البرنامج الفضائي البريطاني
البرنامج الفضائي الدانماركي
البرنامج الفضائي النرويجي
البرنامج الفضائي الألماني
البرنامج الفضائي النمساوي
البرنامج الفضائي المجري
البرنامج الفضائي الإيطالي
البرنامج الفضائي الإسباني
البرنامج الفضائي الصيني
البرنامج الفضائي الياباني
البرنامج الفضائي الكوري الجنوبي
البرنامج الفضائي الكوري الشمالي
البرنامج الفضائي الكندي
البرنامج الفضائي الجنوب أفريقي
البرنامج الفضائي الأرجنتيني
البرنامج الفضائي البرازيلي
البرنامج الفضائي الفنزويلي
البرنامج الفضائي المكسيكي
البرنامج الفضائي النيجيرياني
البرنامج الفضائي التونسي